# آخرین بار (ترانه تیلور سوئیفت)
«آخرین بار» (به انگلیسی: The Last Time) تک‌آهنگی از هنرمند اهل ایالات متحده آمریکا تیلور سوئیفت و گری لایت‌بادی از گروه اسنو پاترول است که در آلبوم سرخ (۲۰۱۲) قرار دارد. نسخه‌ای دوباره ضبط‌شده از این اثر در ۱۲ نوامبر ۲۰۲۱ با عنوان «آخرین بار (نسخه تیلور)» به عنوان بخشی از آلبوم سرخ (نسخه تیلور) توسط ریپابلیک رکوردز منتشر شد.